# Dugastella
Dugastella is een geslacht van kreeftachtigen uit de klasse van de Malacostraca (hogere kreeftachtigen).

## Soorten
- Dugastella marocana Bouvier, 1912
- Dugastella valentina (Ferrer Galdiano, 1924)